# قائم‌مقام دبیرکل سازمان ملل متحد
قائم‌مقام دبیرکل سازمان ملل متحد (انگلیسی: Deputy Secretary-General of the United Nations) قائم‌مقام دبیرکل سازمان ملل متحد است. وظایف این سمت رسیدگی به بسیاری از مسئولیت‌های اداری دبیرکل، کمک به مدیریت عملیات دبیرخانه سازمان ملل متحد و ایجاد هماهنگی بین فعالیت‌ها و برنامه‌های ایجاد شده است. این پست به‌طور رسمی توسط مجمع عمومی در پایان سال ۱۹۹۷ تأسیس شد.
امینه جین محمد اهل نیجریه در همان روزی که آنتونیو گوترش در اول ژانویه ۲۰۱۷ به سازمان ملل پیوست، دور جدیدی از زندگی حرفه‌ای خود را آغاز کرد. وی از جانب آنتونیو گوترش به عنوان قائم‌مقام دبیرکل سازمان ملل متحد منصوب شد.

## مسئولیت
مسئولیت‌هایی که عموماً توسط دبیرکل به قائم‌مقام دبیرکل واگذار می‌شود عبارتند از:
- (الف) برای کمک به دبیرکل در مدیریت عملیات دبیرخانه؛[۳]
- (ب) برای عدم حضور دبیرکل سازمان ملل متحد یا در غیاب دبیرکل و در موارد دیگر که توسط دبیرکل تعیین می‌شود؛
- (ج) برای حمایت از دبیرکل در حصول اطمینان از هماهنگی بین فعالیت‌ها و برنامه‌های بین سازمانی و میان سازمانی و حمایت از دبیرکل در ارتقاء وظایف رهبری سازمان ملل در حوزه‌های اقتصادی و اجتماعی، از جمله تلاش‌های بیشتر برای تقویت سازمان ملل متحد به عنوان مرکز اصلی سیاست توسعه و کمک‌های توسعه؛
- (د) نمایندگی دبیرکل در کنفرانس‌ها، وظایف رسمی و مراسم تحلیلی و موارد دیگر که توسط دبیرکل تعیین می‌شود؛
- (ه) انجام چنین وظایفی که ممکن است توسط دبیرکل تعیین شود.[۴]

مدیر دفتر قائم‌مقام دبیرکل، و ناظر گروه توسعه سازمان ملل متحد است.

## تاریخچه
لوئیز فرشت، نخست‌وزیر کانادا و نخستین قائم‌مقام دبیرکل سازمان ملل متحد بود که از سال ۱۹۹۸ تا ۲۰۰۵ در این سمت قرار داشت. او به عنوان معاون کوفی عنان دبیرکل ملل متحد منصوب شد و وظایفش را از ۲ مارس ۱۹۹۸ به عهده گرفت. در سال ۲۰۰۵، در پاسخ به انتقاد پل ولکر رئیس پلیس فدرال سابق ایالات متحده به خاطر سوء مدیریت برنامه نفت در برابر غذای سازمان ملل متحد فرشت اعلام استعفا کرد اما تا ۳۱ مارس ۲۰۰۶ در پست خود باقی ماند.
در ۳ مارس ۲۰۰۶ اعلام شد که مارک مالوک براون از انگلیس در اول آوریل ۲۰۰۶ به عنوان قائم‌مقام دبیرکل به جای فرشت جایگزین او خواهد شد. براون پست خود را همزمان با خروج کوفی عنان از پست دبیر کلی در ۳۱ دسامبر ۲۰۰۶ ترک کرد.

## فهرست معاونین دبیرکل سازمان ملل متحد

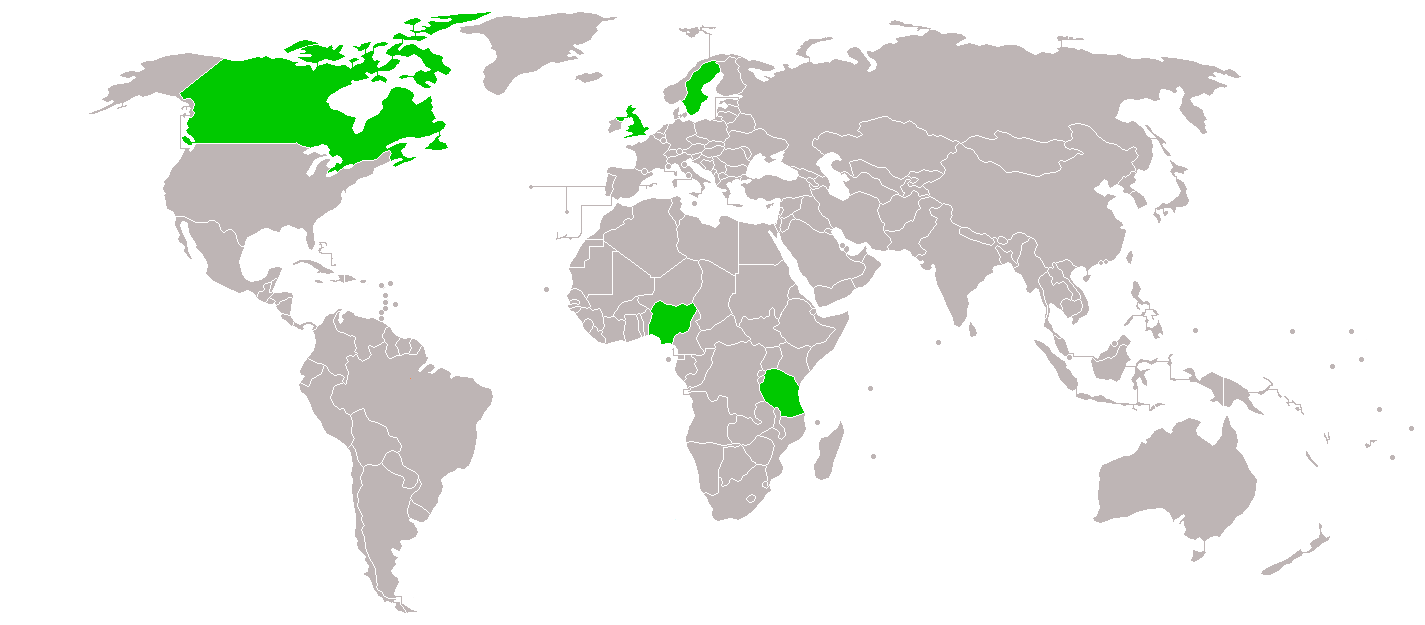
کشورهایی که یک نماینده در پست قائم‌مقام دبیرکل سازمان ملل متحد خدمت کرده.

| № | قائم‌مقام دبیرکل ملل متحد | تصویر | کشور     | مدت                          | دبیرکل سازمان ملل متحد |
| - | ------------------------ | ----- | -------- | ---------------------------- | ---------------------- |
| ۱ | لوئیز فرشت               |       | کانادا   | ۲ مارس ۱۹۹۸ – ۱ آوریل ۲۰۰۶   | کوفی عنان              |
| ۲ | مارک مالوک براون         |       | بریتانیا | ۱ آوریل ۲۰۰۶ – ۳۱ دسامبر۲۰۰۶ | کوفی عنان              |
| ۳ | آشا-روز میگرو            |       | تانزانیا | ۵ فوریه۲۰۰۷ – ۱ ژوئیه ۲۰۱۲   | بان کی‌مون              |
| ۴ | یان الیاسون              |       | سوئد     | ۱ ژوئیه۲۰۱۲ – ۳۱ دسامبر۲۰۱۶  | بان کی‌مون              |
| ۵ | امینه جین محمد           |       | نیجریه   | ۱ ژانویه۲۰۱۷ – اکنون         | آنتونیو گوترش          |

| گروه‌های منطقه‌ای ملل متحد           | Deputy Secretaries-General |
| ---------------------------------- | -------------------------- |
| اروپای غربی و سایرین               | ۳                          |
| گروه اروپای شرقی                   | ۰                          |
| گروه آمریکای لاتین و سواحل کارائیب | ۰                          |
| گروه آسیا و اقیانوسیه              | ۰                          |
| گروه آفریقا                        | ۲                          |